# Diam's
Mélanie Georgiades (Nicosia, Chipre, 25 de julio de 1980), más conocida por su nombre artístico Diam's, es una rapera y cantautora francesa aunque de origen greco-chipriota.

## Biografía
Su familia se mudó a Francia en Esonne en 1994.

En 1998, cuando tenía apenas 19 años, Diam's había firmado un acuerdo de desarrollo con BMG Music Publishing de Francia. Con la ayuda del productor, Diam's firmó con Universal Records en 1999. Apareció en una canción en el año 2002 del DJ Mehdi. En 2003 lanzó su álbum Brut de Femme, consiguiendo una plaza para cantar en el concierto del Festival Dour de 2004 en Bélgica, la gente tiraba objetos a Diam, cuando ella comenzó a cantar.
En 2005, colaboró con la cantante indonesia Anggun para su canción "Juste Être Une Femme" (Solo por ser una mujer), que se ofrece en la versión francesa cantada por Diam's y que entró en su siguiente álbum; Dans Ma Bulle (en español Dentro de mi burbuja), y que fue lanzado en febrero de 2006, debutando en el número uno en la lista de álbumes franceses, llegando a vender 50.000 copias en su primera semana. El primer sencillo del álbum, titulado "La Boulette" se mantuvo en el número uno en las listas de música francesas durante 6 semanas consecutivas. Su segundo sencillo, "Jeune Demoiselle" debutó en el 4.º puesto. Dans Ma Bulle pasó a ser el álbum más vendido en Francia en el año 2006 y alcanzó el "estatus de diamante" (1.000.000 copias vendidas). Ese mismo año, Diam's ganó el premio a la Mejor Artista francés en los 2006 MTV Europe Music Awards.
En octubre de 2009, antes de su conversión al islam, adoptó una capa de negro y velo, explicando a la prensa francesa, "la medicina no era capaz de sanar mi alma, así que me volví hacia la religión." 
Diam's es conocida por su activismo político, tanto en sus letras y por su persona pública, ya que ha combatido explícitamente a la extrema derecha, milita para Amnistía Internacional, y contra la violencia de género. Pidió el voto de los jóvenes para combatir al partido de extrema derecha "Front National" al que ha fustigado en numerosas letras y especialmente en una canción, "Marine", contra Marine Le Pen hija del líder Jean-Marie Le Pen. También tomó posición abiertamente contra el presidente de Francia Nicolas Sarkozy conservador al que llama « Sarko le démago » (Sarkozy el demagogo) y lo califica de « facho » (fascista) en escena (Cf. DVD live) en la canción "Ma France à moi". Ella es también conocida por su estrecha relación con el rapero francés Sinik, ambos se han referido como "hermanos" y han colaborado ampliamente. También ha colaborado y apareció con Admiral T, el cantante de reggae..
Tras convertirse al Islam a finales de 2012, abandona su carrera musical.

## Discografía

### Álbumes
| Year | Álbum                          | Peak chart positions | Peak chart positions | Peak chart positions | Peak chart positions |
| Year | Álbum                          | FR                   | FR (DD)1             | BEL (WA)             | SWI                  |
| ---- | ------------------------------ | -------------------- | -------------------- | -------------------- | -------------------- |
| 1999 | Premier mandat                 | -                    | -                    | -                    | -                    |
| 2003 | Brut de femme                  | 7                    | -                    | 45                   | -                    |
| 2004 | Ma vie / Mon live (Live album) | 53                   | -                    | -                    | -                    |
| 2006 | Dans ma bulle                  | 1                    | -                    | 3                    | 19                   |
| 2009 | S.O.S.                         | 1                    | 1                    | 6                    | 18                   |

### Sencillos
| 2003                               | "DJ" (music video directed by J.G Biggs)                                             | 2  | -  | 1  | 16 |
| 2003                               | "Incassables"                                                                        | 31 | -  | 8  | 29 |
| 2004                               | "Évasion" (Diam's feat. China)                                                       | 29 | -  | 31 | 45 |
| 2006                               | "La boulette (Génération nan nan)"                                                   | 1  | 2  | 1  | 12 |
| 2006                               | "Jeune demoiselle"                                                                   | 4  | 3  | 3  | 20 |
| 2007                               | "Ma France à moi"                                                                    | 11 | -  | 12 | -  |
| 2009                               | "I am somebody"                                                                      | -  | -  | -  | -  |
| 2009                               | "Enfants du désert"                                                                  | -  | 6  | 21 | 80 |
| 2010                               | "Coeur de bombe"                                                                     | -  | 43 | -  | -  |
| 2010                               | "Peter Pan"                                                                          | -  | -  | -  | -  |
| En colaboración con otros artistas |                                                                                      |    |    |    |    |
| 2003                               | "Un peu de respect" (Lady Laistee feat. Diam's)                                      | 90 | -  | -  | -  |
| 2003                               | "Promise" (music video directed by J.G Biggs) (Kamnouze vs. Diam's feat. Jango Jack) | 50 | -  | -  | -  |
| 2004                               | "Relève la tête" (Kery James feat. Diam's, Passi, Matt & Kool Shen)                  | 39 | -  | -  | -  |
| 2006                               | "Les mains en l'air" (Admiral T feat. Diam's)                                        | 29 | -  | -  | 76 |
| 2006                               | "Non c'sera non (omri omri)" (Cheb Mami feat. Diam's & Leslie)                       | 30 | -  | -  | -  |

## Premios y nominaciones
| Año  | Premio musical               | Categoría                                     | Resultado |
| ---- | ---------------------------- | --------------------------------------------- | --------- |
| 2004 | Victoires de la musique      | Rap/hip-hop album of the year (Brut de Femme) | Ganadora  |
| 2006 | MTV Europe Music Awards 2006 | Best French Act                               | Ganadora  |
| 2007 | NRJ Music Awards             | Francophone Album of the Year (Dans Ma Bulle) | Ganadora  |
| 2007 | NRJ Music Awards             | Francophone Female Artist of the Year         | Ganadora  |
| 2007 | NRJ Music Awards             | Francophone Song of the Year (La Boulette)    | Ganadora  |
| 2007 | NRJ Music Awards             | Music Video of the Year (Jeune Demoiselle)    | Nominada  |
| 2007 | L'Année Du Hip Hop           | Best Song (La Boulette)                       | Ganadora  |
| 2007 | L'Année Du Hip Hop           | Best Rap Artist                               | Ganadora  |
| 2007 | L'Année Du Hip Hop           | Best Album (Dans Ma Bulle)                    | Ganadora  |
| 2010 | NRJ Music Awards             | Francophone Album of the Year (S.O.S.)        | Nominada  |
| 2010 | NRJ Music Awards             | Francophone Female Artist of the Year         | Nominada  |